# Chābua
Chābua är en ort i Indien.   Den ligger i distriktet Dibrugarh och delstaten Assam, i den östra delen av landet, 1 800 km öster om huvudstaden New Delhi. Chābua ligger 119 meter över havet och antalet invånare är 7 623.
Terrängen runt Chābua är mycket platt. Runt Chābua är det tätbefolkat, med 411 invånare per kvadratkilometer. Närmaste större samhälle är Tinsukia, 18,3 km öster om Chābua. Omgivningarna runt Chābua är en mosaik av jordbruksmark och naturlig växtlighet.